# 米萨内洛
米萨内洛（義大利語：Missanello），是意大利波坦察省的一个市镇。总面积22平方公里，人口572人，人口密度26.0人/平方公里（2009年）。ISTAT代码为076049。